# Mendeira
Mendeira é uma aldeia portuguesa com cerca de 20 habitantes, da freguesia Cernache de Bonjardim, Município da Sertã, no Distrito de Castelo Branco.
É nesta aldeia que vive a pintora holandês Els Smulders-Waijers.

## Património
- Capela de Nossa Senhora de Lourdes,  mandada construir por Joaquim Godinho da Silva em 1903.[2]